# リー・アダマ
リーランド・ジョセフ・アダマ (Leland Joseph Adama) 愛称"リー"アダマは、アメリカのSFテレビドラマ『GALACTICA/ギャラクティカ』（パイロット版別題『バトルスター ギャラクティカ サイロンの攻撃』）に登場する架空の人物。リメイク元の作品『宇宙空母ギャラクチカ』（別題『宇宙空母ギャラクティカ』）のアポロ大尉に相当する登場人物である。演じるのはジェイミー・バンバー。
カプリカ出身で、空母ギャラクティカ のCAG(Commander of Air Group)である。父親はギャラクティカの艦長であるウィリアム・アダマ、母はキャロライン・アダマ、弟はザック、妻はアナスタシア・ディアラ。優秀な操縦技術と統率力を有している反面、精神面での打たれ弱さや未熟な正義感が先行し、現実的で時に非情な決断を下す父や奔放なカーラ・スレイス、頑迷なソール・タイとは対立することも多い。パイロットとしての技量はカーラ・スレイスに一歩及ばないと自覚しているが、統率力や判断力においては卓越した才能がある。理想主義者であり、民主主義や法制度の遵守に強い義務感を抱いている。

## 生い立ち
両親が離婚したため、ザックと共に母の元で育った。父は母のもとで子供たちは安定した暮らしを手にしたと考えていたが、離婚後の母は酒浸りとなりリーとザックにつらく当たったようである。父方の祖父であるジョセフ・アダマは弁護士であり、幼少期からその姿を見て育ち法律に興味を抱いていた。若い頃は禁書扱いであった活動家・トム・ザレックの著書を密かに読んでいたこともある。
ジアンという婚約者がおり、彼女との間には子供もできた。しかしリーは中絶を彼女に願い、そのことによってジアンを深く傷つけた。この後二人は和解せぬまま、ジアンは第二次サイロン戦争で命を落とす。リーはこの経験に深い罪悪感をおぼえ、子持ちの娼婦・シェバとの関係で罪悪感をまぎらわそうとしたこともある。

## 父との確執
弟のザックはバイパー搭乗時の事故で死亡した。当時ザックは教官であったカーラ・スレイスの婚約者であり、カーラがその恋愛感情からパイロットとして未熟な彼を試験にパスさせ、卒業させたことが事故の大きな原因の一つであった。しかしこの経緯をリーは知らなかったため、父親であるウィリアム・アダマが自らの軍人としての誇りやプライドをザックに押しつけたためにザックが死んだと考え強い反発を抱くようになる。第二次サイロン戦争後、カーラ・スレイスがこのことを打ち明けたためこの件に関しては和解した。しかし、ローラ・ロズリン大統領と父が対立した際、ガイアス・バルター裁判時等、この後も父子はしばしば対立することとなる。

## スターバック（カーラ・スレイス）との関係
カーラ・スレイスとはザックが生きていた頃からの長い付き合いである。問題児であるカーラと優等生であるリーは、時に対立するものの深い絆があった。男女としても互いに惹かれあい、ニュー・カプリカ入植時には互いに恋人がいるにもかかわらず一夜を共にした。しかし、その翌日カーラはサムエル・アンダースと結婚し、リーもまたディーにプロポーズする。ニュー・カプリカ脱出後再会した二人は、和解しまた惹かれあうようになるものの、互いに配偶者がいるため密会という形で愛を深めるようになった。このことにサムエル・アンダース、アナスタシア・ディアラから当然反発を受け、両夫婦とも離婚直前までになったが、互いに距離を置き夫婦の関係を修復した。男女としての関係は断念した二人ではあるが、その後も戦友としての深い絆は生涯変わることはなかった。このことについて、リーは妻であるディーに対して「カーラを愛した部分は自分の中にずっと残り続ける」と語っている。事故に遭ったカーラが帰還した際は、皆が疑いのまなざしを向ける中で彼女を信じ、地球探索の後押しをした。

## 軍務
トップクラスの成績で士官学校を卒業後、第二次サイロン戦争後は空母ギャラクティカ のCAG(Commander of Air Group)をつとめる。バトルスターペガサスの相次ぐ司令官の死後、その地位を引き継ぐ。ニュー・カプリカ脱出時は捨て身の活躍によりギャラクティカや入植民を救出するものの、クルーが脱出し終えた後ペガサスは撃沈され、リーもまたギャラクティカに戻ることとなる。優秀な軍人として責務を果たしてきたリーではあるが、時には任務に疑念や罪悪感、虚無感を抱いており、ある出来事をきっかけに軍務に適さないと父が感じるほど精神的に不安定な状態となってしまった。またリーは、祖父が著名な弁護士であったこともあり、平素から単なる軍人とは異なった物の見方をしてきた。これらのことが彼の士官としてのキャリアに終焉をもたらすこととなる。

## 法律家、政治家として
リーは法律に興味がある一面をローラ・ロズリン大統領と父であるアダマ提督にみこまれ、サイロンによるニュー・カプリカ統治時代の行いに対するガイアス・バルターの裁判時には、信頼できる人物として護衛に任命された。裁判の過程に疑問を呈したリーは、父に反抗し軍を除隊した上で弁護士助手に就任。バルター弁護士・ロモ・ランプキンと共に法廷闘争を戦い抜き、無罪を勝ち取った。その後は、父から復隊を促されるも拒否、コロニアル船団におけるカプリカ代表となる。ローラ・ロズリンがサイロン母艦に乗船し行方不明となった際にはコロニアルの大統領に就任。この際、副大統領であったトム・ザレックへは「提督から信任を得られない」として大統領就任を思いとどまらせ、また自ら名乗り出ることなくロモ・ランプキンに推薦させるという手段をとった。ロズリンはかつてリーを軍事顧問として採用するなど信頼していたが、政治家としてのリーへは好印象を抱いていなかった。むしろバルターがらみで煙たく思っていたが、暫定大統領時にサイロン側と大胆な交渉を行ったことにより高く評価するようになる。トム・ザレックがクーデター失敗によって処刑された後は、リーは副大統領に就任した。

## 経歴
- バイパー・パイロット（コールサインは「アポロ（Apollo）」
- 軍士官学校をトップクラスの成績で卒業
- 植民地に配置される(ここでカーラ・スレイスと初めて出会う)：中尉 (Lieutenant)
- 空母ギャラクティカ配属、CAG (Commander of Air Group、〈空母航空団司令[1]〉)：大尉 (Captain)
- 空母ペガサス配属、艦長 ：少佐 (Major)
- 空母ギャラクティカ再配属、CAGに再就任
- 軍を除隊、ガイアス・バルターの弁護士護衛兼助手（アソシエイト）就任
- コロニアル議会におけるカプリカ代表に就任
- ローラ・ロズリン失踪時、暫定大統領に就任
- コロニアル副大統領に就任